# آشاغی بلمدیک (قره‌عیسی‌لی)
آشاغی بلمدیک (به ترکی استانبولی: Aşağıbelemedik) یک منطقهٔ مسکونی در ترکیه است که در کارایسالی واقع شده‌است.